# کازان‌گولوو
کازان‌گولوو (انگلیسی: Kazangulovo) یک شهرک در شهرستان داولکانوفسکی در استان باشقیرستان کشور روسیه است.